# グリーン観光バス
グリーン観光バス株式会社（グリーンかんこうバス）は、宮城県栗原市に本社を置く、浦島 (URASHIMA UNISS GROUP) 傘下のバス事業者である。貸切バス事業のほか、栗原市から栗原市民バスの運行も受託している。その大半はミヤコーバスが廃止した路線バスの廃止代替バスである。

## 事業所
- 本社
  - 宮城県栗原市築館下宮野川北21-1

## 沿革
- 1994年（平成6年）2月 - ホテルグランドプラザ浦島の送迎バス部門を分社する形で「グリーン観光バス株式会社」を設立。
- 2007年（平成19年）
  - 4月 - 栗原市より市民バスの運行を受託するにあたり、乗合バス事業に参入。ミヤコーバスの玉沢線・若柳線を引き継ぐ。
  - 10月 - ミヤコーバスの横須賀線・一関線廃止に伴い、市民バスとして同路線の運行を受託。
- 2008年（平成20年）4月 - 鶯沢線の運行を開始。また受託路線の変更により、ミヤコーバス担当だった苗圃線・花山線・桜田線・栗駒山線を引き継ぐ。
- 2010年（平成22年）4月 - 栗原市民バスの受託路線変更により、若柳線・鶯沢線受託終了。岩ヶ崎線・文字線・金成地区市民バス受託開始。
- 2013年（平成25年）4月 - 栗原市民バスの受託路線変更により、玉沢線の受託終了、若柳線の受託再開。
- 2014年（平成26年）4月 - 栗原市民バスの受託路線変更により、一関線の受託終了。
- 2016年（平成28年）4月 - 栗原市民バスの受託路線変更により、横須賀線、苗圃線、桜田線、金成地区市民バスの受託終了、くりはら田園線・若柳地区市民バス（川南コース）受託開始。
- 2019年（平成31年）4月 - 栗原市民バスの受託路線変更により、花山線の受託終了、文字線、若柳地区市民バスの路線廃止。
- 2021年（令和3年）4月 - 栗原市民バスの受託路線変更により、若柳線の受託終了。
- 2024年（令和6年）4月 - 栗原市民バスの受託路線変更により、くりはら田園線の受託終了、玉沢線、横須賀線の受託開始。

## 栗原市民バス運行受託路線
2024年4月現在で受託している路線は以下の通りである。なお、路線について詳細は栗原市民バスの記事を参照のこと。
- 市内連携路線
  - 岩ヶ崎線
  - 玉沢線
  - 横須賀線

## 車両
貸切車は大型6台、中型4台、小型30台を保有している（宮城県バス協会情報より）。
路線車は10台保有しており（宮城県バス協会情報より）、全車中古車で、元事業者は朝日自動車、船橋新京成バス、ちばレインボーバス、東武バス、神奈川中央交通、南海バスなど多種にわたる。

### かつて存在した移籍車両の元事業者
- 松戸新京成バス（日野レインボーHR）
- JRバス東北[2]
- 相鉄バス
- 千葉シーサイドバス
- 遠州鉄道

この他、ミヤコーバスで使用した「栗夢号しゃとる」が2008年4月に再登録の上で移籍した（2018年廃車済み）。

### 主力車種
- いすゞ・エルガミオ（初代）
- 日野・レインボー

## 関連会社
- 浦島
  - ホテルグランドプラザ浦島
  - アインパルラ浦島
  - グリーンヒル浦島
  - プライベートリゾート カリメーラ